# Upernaviarsuk
Upernaviarsuk (zastarale Upernaviarssuk) je farma v kraji Kujalleq v Grónsku. Nachází se na jihu ostrova Arpatsivik, asi 9 km severovýchodně od Qaqortoqu, 14 km severně od Eqalugaarsuitu a 19 km jihovýchodně od Narsaqu. Název znamená "milované jarní místo", nikoliv spojení názvů osad Upernavik (jarní místo) a Arsuk (milované místo). V roce 2017 tu pracovalo 8 farmářů. Chovají se tu především kozy, ovce a koně, ve sklenících a na polích se tu pěstují i rostliny. Nachází se tu také zemědělská škola.